# Fleet Foxes
Fleet Foxes é uma banda norte-americana de indie folk formada em Seattle. É liderada pelo vocalista e violonista Robin Pecknold, que cresceu ouvindo discos de Bob Dylan, Neil Young, The Zombies e dos Beach Boys. Seguindo uma linha de pop barroco, com influências do folk e do rock clássico, definido como “baroque harmonic pop jams” pelos próprios integrantes, o grupo é composto por Skyler Skjelset (guitarra), Bryn Lumsden (baixo), Nicholas Peterson (bateria), e Casey Wescott (teclados). Depois de fazer alguns concertos, o grupo chamou a atenção do produtor Phil Ek (produtor do Built to Spill, The Shins, Modest Mouse). Ek trabalhou com a banda no seu EP Sun Giant, lançado pelo selo Sub Pop em fevereiro de 2008. O álbum completo Fleet Foxes foi lançado oficialmente em 3 de junho de 2008.

## Integrantes
- Robin Pecknold - vocal principal, guitarra (2006-presente)
- Skyler Skjelset - guitarra, bandolim, vocal (2006-presente)
- Casey Wescott - teclados, bandolim, vocais (2006-presente)
- Christian Wargo - baixo, guitarra, vocais (2008-presente)
- Morgan Henderson - baixo, violão, sopros, violino, percussão, saxofone (2010-presente)[1]

Ex-integrantes
- Craig Curran - baixo (2006-2008)
- Nicholas Peterson - bateria, percussão, vocais (2006-2008)
- Josh Tillman - bateria, percussão, vocais (2008-2012)

## Discografia
Álbuns de estúdio
- Fleet Foxes (2008)
- Helplessness Blues (2011)
- Crack-Up (2017)
- Shore (2020)

Extended plays (EPs)
- Fleet Foxes (2006)
- Sun Giant (2008)